# ハードロック・ホテル・アンド・カジノ (ラスベガス)
ハードロック・ホテル&カジノ（Hard Rock Hotel and Casino）は、アメリカ合衆国ネバダ州ラスベガスにあったカジノホテルである。
世界中でレストランを展開するハードロックカフェが初めて手がけたホテル。1995年開業。
ロゴをあしらったグッズが人気で、パフィーがテレビでここのTシャツを着ていたため日本人観光客が押し寄せたこともある。
しかし2020年に閉鎖。跡地にはヴァージン・グループ系のホテルが進出している。なおハードロック社は2027年にミラージュ跡地に新しいハードロック・ラスベガスが誕生予定